# Саблино (Оренбургская область)
Саблино — село в Грачёвском районе Оренбургской области в составе Александровского сельсовета.

## География
Находится на расстоянии примерно 27 километров по прямой на восток-северо-восток от районного центра села Грачёвка.

## История
Основано помещиком Саблиным в 1911 году (по другим данным в 1890). В советское время работали колхозы «Красный боевик», им. Жданова и совхоз «Волна Революции».

## Население
Население составляло 129 человек (74 % русские) по переписи 2002 года, 59 по переписи 2010 года.